# Albinen
Albinen, appelée en français Arbignon, est une commune suisse du canton du Valais, située dans le district de Loèche.

## Géographie
Albinen se trouve sur un versant sud à l'entrée de la vallée de la Dala, perpendiculaire à la vallée du Rhône.
Le territoire de la commune s'étend sur 15,48 km2. Lors du relevé de 2013-2018, les surfaces d'habitations et d'infrastructures représentaient 3,0 % de sa superficie, les surfaces agricoles 44,3 %, les surfaces boisées 41,2 % et les surfaces improductives 11,4 %.
La route principale qui traverse le village se dirige au nord vers Loèche-les-Bains et au sud vers Loèche. La commune d'Arbignon comprend de nombreuses fermes et granges de montagne du Valais préservé dans des hameaux (Tschingere, Tscharmilonga, Dorben, Torrentalp) ou des écarts (Dorou, Rinderhütte).

## Toponymie
L'endroit a été mentionné pour la première fois en 1224 comme Albignun. Le nom pourrait venir du nom latin d'une personne Albinione. Les toponymes romans indiquent une occupation préalémanique.
Le toponyme a évolué en Albinen en alémanique et en Arbignon en français.

## Histoire
Autour du XIe siècle, les peuples germanophones migrent de Loèche-les-Bains à Arbignon et transforment la forêt vierge en une terre habitée en permanence.
La communauté est attestée depuis 1291. Arbignon se détache peu à peu du pouvoir de Loèche et les statuts communaux datent de 1552. La paroisse est érigée en 1737.
Albinen est une commune purement agricole jusqu'en 1930 avec une économie mixte à plusieurs niveaux (céréaliculture, élevage, viticulture). La construction de la route Loèche-Arbignon en 1956 fait augmenter le trafic vers Loèche, Chippis (usine d'aluminium) et Sierre.
Profitant de la proximité de Loèche-les-Bains, atteignable par une route dès la fin des années 1970, Arbignon freine l'émigration de sa population avec la construction de résidences secondaires et grâce à l'essor du tourisme hivernal (domaine skiable) et estival (Randonnées par les échelles d'Arbignon).
En 2017, la commune propose d’offrir 25 000 CHF à tout nouvel habitant pour contrer la dépopulation du village. Cette proposition fait le tour du monde.
Depuis 2020, le village, grâce à sa beauté architecturale, son histoire et sa situation privilégiée, fait partie de l'association « Les plus beaux villages de Suisse ».

## Démographie

### Évolution de la population
Albinen compte 253 habitants au 31 décembre 2022 pour une densité de population de 16 hab/km2. Sur la période 2010-2019, sa population a diminué de −13,7 % (canton : 10,5 % ; Suisse : 9,4 %).  

### Pyramide des âges
En 2020, le taux de personnes de moins de 30 ans s'élève à 18,9 %, au-dessous de la valeur cantonale (31,7 %). Le taux de personnes de plus de 60 ans est quant à lui de 45,3 %, alors qu'il est de 26,6 % au niveau cantonal.
La même année, la commune compte 117 hommes pour 126 femmes, soit un taux de 48,1 % d'hommes, inférieur à celui du canton (49,6 %).
| Hommes | Classe d’âge | Femmes |
| ------ | ------------ | ------ |
| 0,0    | 90 ans ou +  | 2,4    |
| 13,7   | 75 à 89 ans  | 15,1   |
| 29,9   | 60 à 74 ans  | 29,4   |
| 20,5   | 45 à 59 ans  | 20,6   |
| 17,9   | 30 à 44 ans  | 12,7   |
| 14,5   | 15 à 29 ans  | 12,7   |
| 3,4    | - de 14 ans  | 7,1    |

| Hommes | Classe d’âge | Femmes |
| ------ | ------------ | ------ |
| 0,5    | 90 ans ou +  | 1,2    |
| 7,5    | 75 à 89 ans  | 9,4    |
| 16,8   | 60 à 74 ans  | 17,7   |
| 22,2   | 45 à 59 ans  | 21,7   |
| 20,3   | 30 à 44 ans  | 19,4   |
| 17,7   | 15 à 29 ans  | 16,6   |
| 14,9   | - de 14 ans  | 14,1   |

## Économie
Le village autrefois uniquement agricole vit désormais principalement du tourisme. En 2000 il ne restait plus que deux exploitants agricoles à titre principal.
En raison de sa proximité avec les téléphériques de Torrent, il est particulièrement populaire auprès des touristes de sports d'hiver. Le village est aussi connu pour ses randonnées pédestres, en particulier pour celle utilisant les huit échelles en bois pour rejoindre Loèche-les-Bains.

## Lieux et monuments
- L'église Saint-Nicolas de Flüe

Elle est construite dans un style très moderne après la destruction de l'ancienne église par le tremblement de terre de 1960. Elle est consacrée à Nicolas de Flüe, parfois invoqué comme « Frère Nicolas », saint patron de la Suisse.
- Les chapelles des hameaux
  - Chapelle Notre-Dame de la Visitation de Dorben
  - Chapelle Saints-Pierre-et-Paul de Torrentalp
  - Chapelle Sainte-Marie de Tscharmilonga
  - Chapelle de Tschingere
- Les huit échelles d'Arbignon

Les huit échelles en bois sont parfaitement conservées et se situent sur le sentier de randonnée qui relie le village à Loèche-les-Bains. Elles sont citées par de nombreux auteurs depuis le XVIIIe siècle déjà, en mettant en avant le pas assuré des locaux et le danger que représente l'ascension ; elles permettaient aux muletiers de transporter toutes sortes de marchandises, et certains prétendent même que des hommes franchissaient ces échelles en portant un veau.

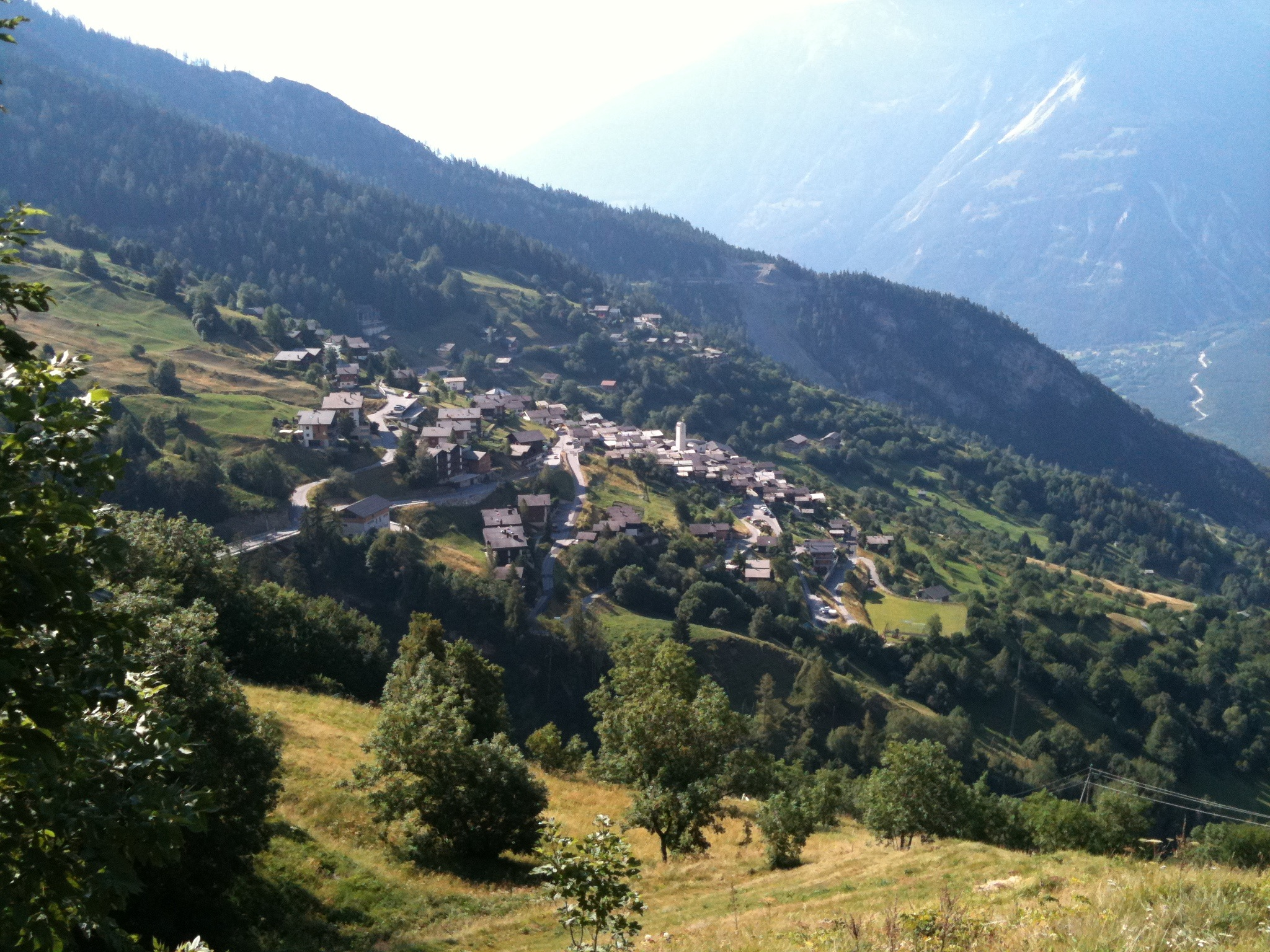
Vue générale en 2010.
Photo aérienne historique de Werner Friedli de 1955.
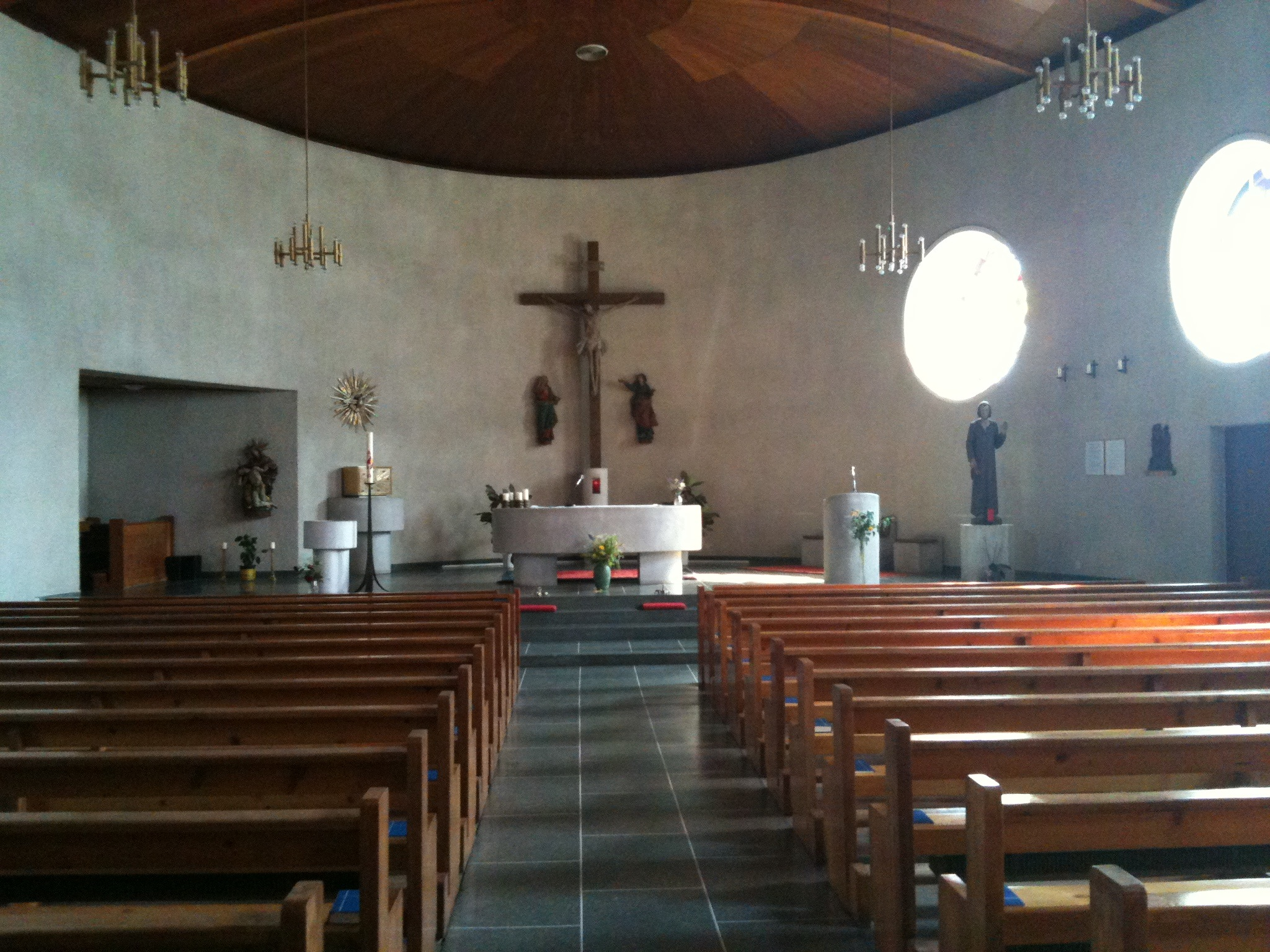
Intérieur de l'église.
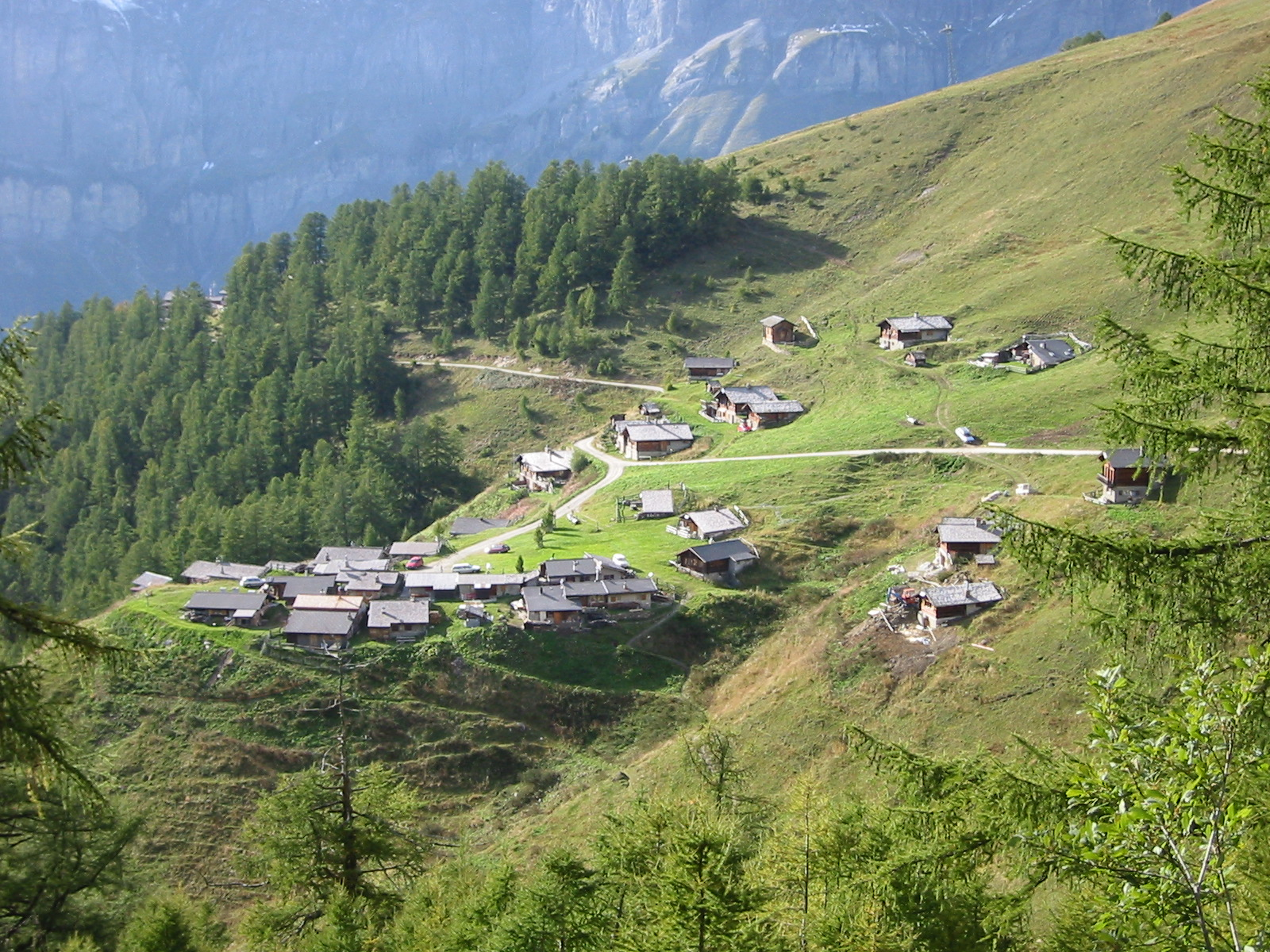
Hameau de Torrentalp.